# Stazione di Gemona-Ospedaletto
La stazione di Gemona-Ospedaletto era una stazione ferroviaria posta sulla Ferrovia Pontebbana. Serviva il centro abitato di Ospedaletto, frazione del comune di Gemona del Friuli.

## Storia
Ospedaletto fu raggiunta dal tronco di ferrovia Gemona del Friuli-Carnia il 18 dicembre 1876, ma la stazione venne costruita solo nel 1950, continuò il suo servizio solo per pochi anni fino al 1962 mentre la sede rimase in esercizio fino al 1992.

## Strutture e impianti
La stazione era costituita da un piccolo fabbricato viaggiatori e dal solo binario di circolazione.